# Ion Scărlătescu
Ion Scărlătescu (n. 1872, București, România – d. 19 noiembrie 1922, București, România) a fost un pianist, pedagog și compozitor român, profesor la Conservatorul din Cluj și la Conservatorul din București. A scris o „Rapsodie română pentru orchestră”, dar mai ales muzică de cameră. Foarte cunoscută este „Bagatella” (1917) pentru vioară și pian.

## Biografie
Studiile muzicale le-a început la Conservatorul din București (1890-1892) cu Emilia Saegiu și Iulius Wiest (pian), Gheorghe Brătianu (teorie-solfegiu), Eduard Wachmann, continuându-le la Akademie fur Musik und darstellende Kunst din Viena (1893-1995) cu Julius Epstein și Anton Door (pian), Robert Fuchs (compoziție), Eusebie Mandicevschi (istoria muzicii, armonie, teoria instrumentelor) și în particular cu Karl Navratil (contrapunct, forme muzicale) și Theodor Leschitizky (pian) tot la Viena (1895-1900) și cu Charles-Marie Widor (compoziție, pian, orgă) la Paris (1900-1902). A continuat să se perfccționeze la Leipzig (1902-1914), cu Karl Reinecke (compoziție, pian) și Hugo Riemann (istoria muzicii).
A fost profesor particular de teorie muzicală și pian la Viena, dirijor al Corului Capelei Române din Paris, profesor particular de armonie și pian la Iași (1916-1918), profesor la Conservatorul din Cluj (1919-1920) și la cel din București (1920-1922). A desfășurat o susținută activitate concertistică, colaborând cu profesorul Artot de Padilla, George Enescu, Sandu Albu, Gheorghe și Maria Dima, George Boskoff, Constantin C. Nottara, Bernard Metzner, Maximilian Costin ș.a.   În 1919, Ministerul Artelor l-a însărcinat cu organizarea Conservatorului din Cluj.
A scris poezii (la îndemnul lui Titu Maiorescu, a colaborat la revista Convorbiri literare), piese de teatru (Vlad Țepeș - dramă biblică, Othello’s letzter Aufzug - dramă reprezentată la Teatrul German din Praga în 1906), poeme, proză, cugetări. A publicat cronici muzicale, studii, eseuri în Muzica, România Musicală, Le Guide Musical (Bruxelles), Revue Internationale du Theâtre et de la Musique etc.
A colaborat cu Societatea România Jună din Viena și Asociațiunea Muzicală din București. A susținut conferințe, referate, cursuri de perfecționare pentru profesor de muzică la Cluj.
A concertat la Palatul Regal din București și la Castelul Peleș din Sinaia, bucurându-se de prețuirea Reginei Carmen Sylva.
Printre discipolii săi cei mai apropiați s-au numărat Ion Borgovan, Emil Monția, Sandu Albu, Emil Riegler-Dinu, Alexandru Bilciurescu, Alice Ionescu-Mihăiești etc.